# Clop

Um exemplo de clop de um personagem inspirado em My Little Pony numa pose sugestiva

Clop se refere à pornografia ou outras obras eróticas de My Little Pony: A Amizade É Mágica feita pela fandom da série. Críticos veem clop como um aspecto problemático da fandom, temendo que isso possa manchar sua reputação.

## Etimologia
A palavra "clop" é um trocadilho e jogo de palavras com a palavra "fap"; ambas são onomatopeias, sendo que "clop" se refere à batida de casco dos cavalos. A palavra também é usada como verbo, para se referir à masturbação como "clopping". Outros termos relacionados incluem clop-fic, para ficção erótica ou ficção slash centrada nos personagens de My Little Pony, e clopper, para uma pessoa que gosta desse tipo de material.

## História
Clop é considerado um subgrupo da brony fandom, furry fandom, ou ambas. Quando comparada a fanarts de outras fandoms, fanarts de A Amizade É Mágica costumam apresentar mais ships homossexuais. O tema recebeu atenção acadêmica. Para alguns membros da fandom, o "clopping" é desaprovado. Por outro lado, em 2015, o The Guardian relatou que na comunidade Brony do 4chan, fazer sexo com uma pessoa real era visto como negativo, e não fazer "clopping" como uma forma de heresia. O personagem mais popular de clop é Rainbow Dash, seguida por Rarity e Pinkie Pie.
De acordo com estudos feitos pelos próprios bronies em 2013, 19,05% deles já se envolveram em "clopping", mas presumia-se que a porcentagem era maior. Uma pesquisa realizada pelo Pornhub em 2015 revelou que a maioria dos participantes eram millennials com idades entre 18 e 24 anos e que os homens tinham 37% mais probabilidade de pesquisar por clop do que as mulheres. A maior parte de clop era vista na Europa eslava, sendo Bielorrússia, Rússia, Ucrânia e Chéquia os quatro principais países.

## Recepção
A jornalista do The Baltimore Sun Gianna Decarlo condenou a arte erótica como um dos problemas da fandom de My Little Pony, pois ela se tornou uma "força imparável de desvio sexual" e "nem mesmo uma simples pesquisa no Google é segura". EJ Dickson, do The Daily Dot, escreveu que os apreciadores da arte erótica são "ovelhas negras da comunidade", o que significa que o restante da brony fandom teme que os "cloppers" deem má fama a toda a fandom.